# Зона задымления
Зона задымления — пространство, смежное с зоной горения, в которое возможно распространение продуктов горения.
Скорость выгорания характеризуется потерей массы горючих материалов с единицы поверхности во времени. Этот параметр определяет интенсивность тепловыделения во время пожара, его основные характеристики необходимо учитывать при пожаротушении.
Скорость выгорания твердых материалов на пожаре составляет от 5-10-3 до 2-10—2 кг/(м2-с). Максимальная скорость выгорания при свободном доступе воздуха наблюдается при плотности распределения пожарной нагрузки 0,25—0,3.
По способу распределения пожарной нагрузки помещения делятся на два класса: 
- I — помещения больших объемов, в которых сосредоточена пожарная нагрузка и горение может развиваться на отдельных разобщенных участках без образования общей зоны горения;
- II — помещения, в которых пожарная нагрузка рассредоточена по всей площади таким образом, что горение может происходить с образованием общей зоны горения.

В зависимости от класса выбирается способ пожаротушения.
Газообмен очага пожара с окружающей средой определяет пути и скорость распространения пожара и наряду с предыдущими параметрами — интенсивность тепловыделения и режим протекания пожара. Газообмен характеризуется площадью и взаимным расположением проемов, высотой помещения, этажностью, особенностью конструктивных решений и другими факторами.
Термин «задымление» стал использоваться в последнее время средствами массовой информации для уменьшения психологического негативного эффекта при описании новостей о пожарах и возгораниях.